# Estádio Nacional Morodok Techo
O Estádio Nacional Morodok Techo (em quemer: កីឡដ្ឋានជាតិមរតកតេជោ) é um estádio multiuso localizado em Phnom Penh, capital do Camboja. Oficialmente inaugurado em 16 de agosto de 2021, foi originalmente projetado para ser sede oficial das cerimônias de abertura e encerramento, bem como das competições de futebol e atletismo dos Jogos do Sudeste Asiático de 2023, que serão realizados no país. Além disso, é a nova casa onde a Seleção Cambojana de Futebol passou a mandar suas partidas amistosas e oficiais. Conta com capacidade máxima para 60 000 espectadores.